# Пекник, Кароль
Кароль Пекник (словац. Karol Pekník; 20 апреля 1900, Пезинок — 1 ноября 1944, Похронски-Буковец) — чехословацкий военачальник, генерал времён Второй мировой войны.

## Биография
Родился 20 апреля 1900 года в Пезиноке (ныне Словакия). родители: Павол Пекник и Ева Пекникова (Женишова). Учился с 1911 по 1915 годы в гимназии, в 1915 году поступил в военную школу. Обучался в Братиславе, Вене, Будапеште и Праге до 1938 года, был преподавателем предвоенной подготовки в Братиславе. С 1938 года майор генерального штаба и начальник управления 4-го отдела 6-й дивизии в Брно и учебной группы сбора в Банске-Бистрице.
С 1939 по 1944 годы начальник главного штаба Министерства народной обороны Первой Словацкой республики и преподаватель Высшей военной школы в Братиславе. После начала Словацкого национального восстания — руководитель обороны области, с 4 сентября 1944 начальник оперативного отдела руководства 1-й чехословацкой армии в Словакии. Занимался обучением словацких повстанцев военной тактике и стратегии.
1 ноября 1944 года в местечке Свети-Ондрей-над-Хроном (ныне Похронски-Буковец) был окружён карателями из Айнзацкоманды-14. Погиб при попытке бегства. После войны его останки были перевезены в родной Пезинок и захоронены там же.
Был женат, супругу звали Ева Пекникова (Чинадлова).
В 1945 году посмертно награждён Орденом Словацкого национального восстания 1 степени, в 1946 году — Чехословацким Военным крестом 1939 года. Посмертно произведён в генерал-майоры Чехословацкой народной армии. В 2018 году награждён Медалью Благодарности. В 2025 году посмертно награждён орденом Людовита Штура I степени. В Братиславе, в районе Дубравка, его имя носит улица.